# The Road Less Traveled
The Road Less Traveled è il ventesimo album in studio del cantante di musica country statunitense George Strait, pubblicato nel 2001.

## Tracce
1. She'll Leave You with a Smile (Odie Blackmon, Jay Knowles) - 2:58
2. Run (Tony Lane, Anthony Smith) - 4:05
3. Stars on the Water (Rodney Crowell) - 3:43
4. Living and Living Well (Tony Martin, Mark Nesler, Tom Shapiro) - 3:38
5. The Real Thing (Chip Taylor) - 3:33
6. Don't Tell Me You're Not in Love (Tony Colton, Kim Williams, Bobby Wood) - 3:32
7. The Road Less Traveled (Buddy Brock, Dean Dillon) - 3:54
8. The Middle of Nowhere (Shawn Camp, John Scott Sherrill) - 3:14
9. Good Time Charley's (Jerry Chesnut) - 2:31
10. My Life's Been Grand (Merle Haggard, Terry Gordon) - 2:38